# 檀木橋駅
檀木橋駅（たんもくきょうえき、中文表記: 檀木桥站、英文表記: Tanmuqiao station）は、中華人民共和国湖南省長沙市長沙県にある長沙地下鉄6号線の駅である。

## 駅周辺
- 長沙繞城高速公路
- 中国鉄建重工集団第二産業園区